# Гвајана Есекиба
Гвајана Есекиба (шп. Guayana Esequiba, Territorio del Esequibo или Región del Esequibo), позната и као Западна Гвајана, је територија под управом Гвајане, али оспорена од Венецуеле. Територија се налази у сливу реке Есекибо. Била је, најпре, део шпанских колонијалних територија, а затим и део Велике Колумбија, али локално становништво никад није попримило хиспанску културу у значајној мери. Након тога на ове просторе долазе и Холанђани, па искористивши унутрашњу нестабилност нових независних држава Латинске Америке, године 1831. стижу и Британци. Они потискују Холанђане и заузимају територију која ће се касније назвати Британска Гвајана, а која укључује и Гвајану Есекиба.
Тако је настао територијални спор између независне Венецуеле и Британског царства, а касније са осамостаљивањем Гвајане, између Венецуеле и ове новонастале државе. Са избијањем Венецуеланске кризе 1895. године, избегнута је опасност да овај територијални спор не прерасте у ратни сукоб. Женевским споразум између Венецуеле и Гвајане, који је постигнут 17. фебруара 1966. године, утврђено је да се обе стране слажу у проналажењу практичног, мирног и задовољавајућег решења спора. Дијалог постоји, али спор још увек није отклоњен.
Гвајана Есекиба има површину од 159.542 km², и око 283.000 становника, по подацима из 2010. Становништво чине углавном припадници аутохтоних староседелачких племена.